# Camponotus caryae
Camponotus caryae är en myrart som först beskrevs av Fitch 1855.  Camponotus caryae ingår i släktet hästmyror, och familjen myror.

## Underarter
Arten delas in i följande underarter:
- C. c. caryae
- C. c. himalayanus
- C. c. kamensis

## Bildgalleri

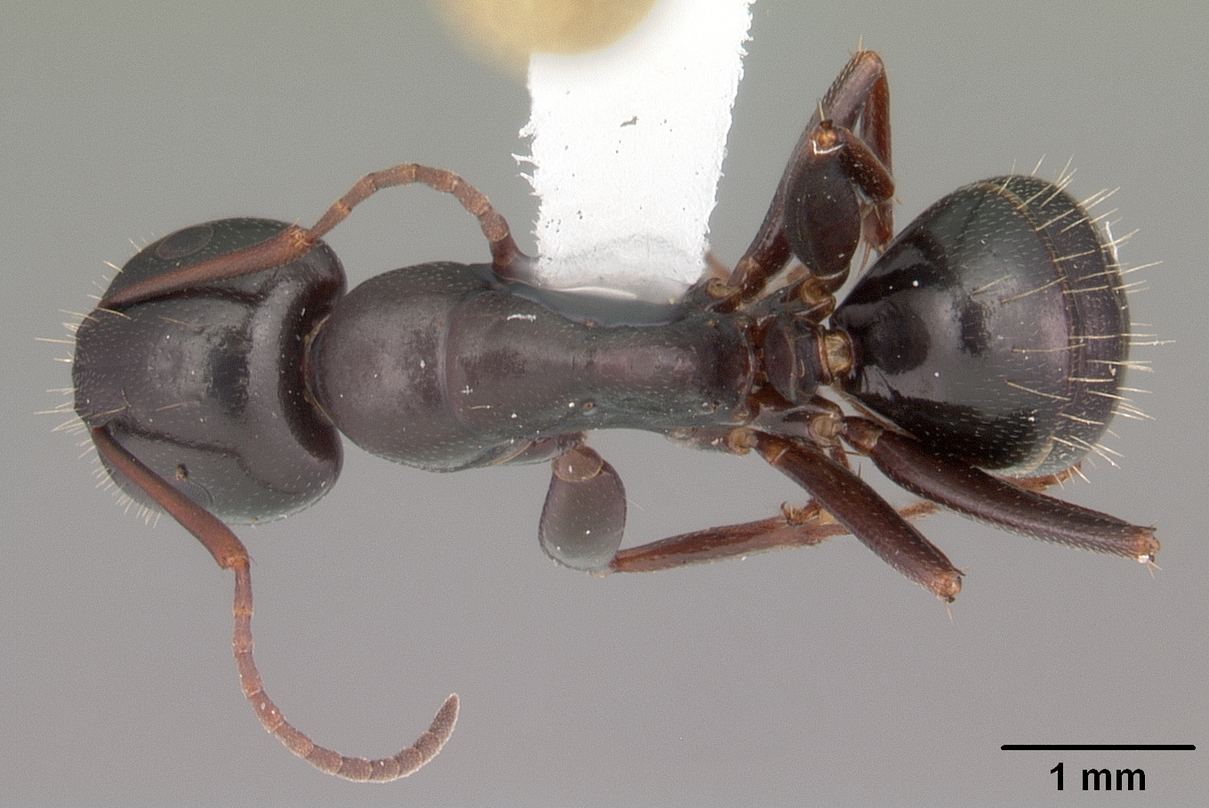
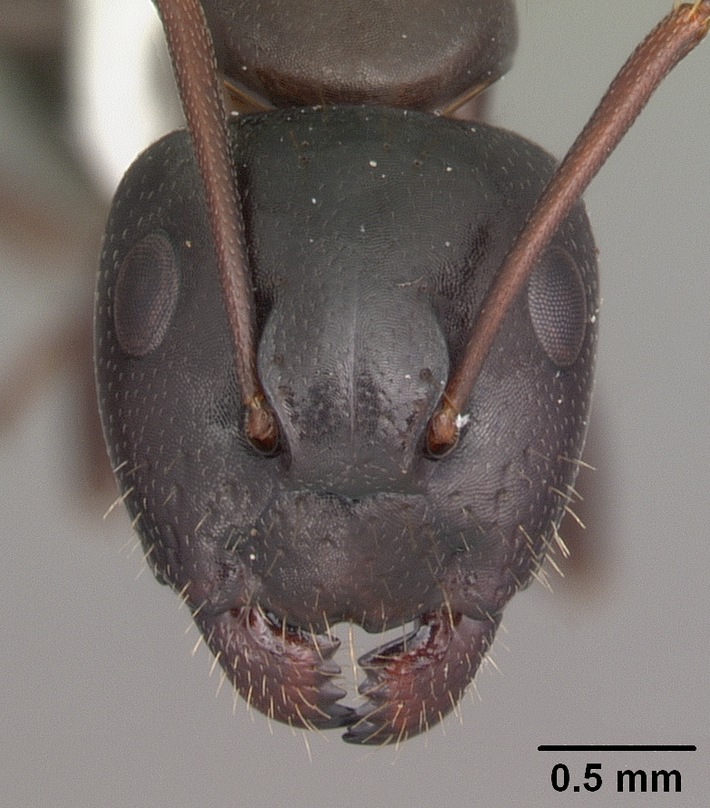
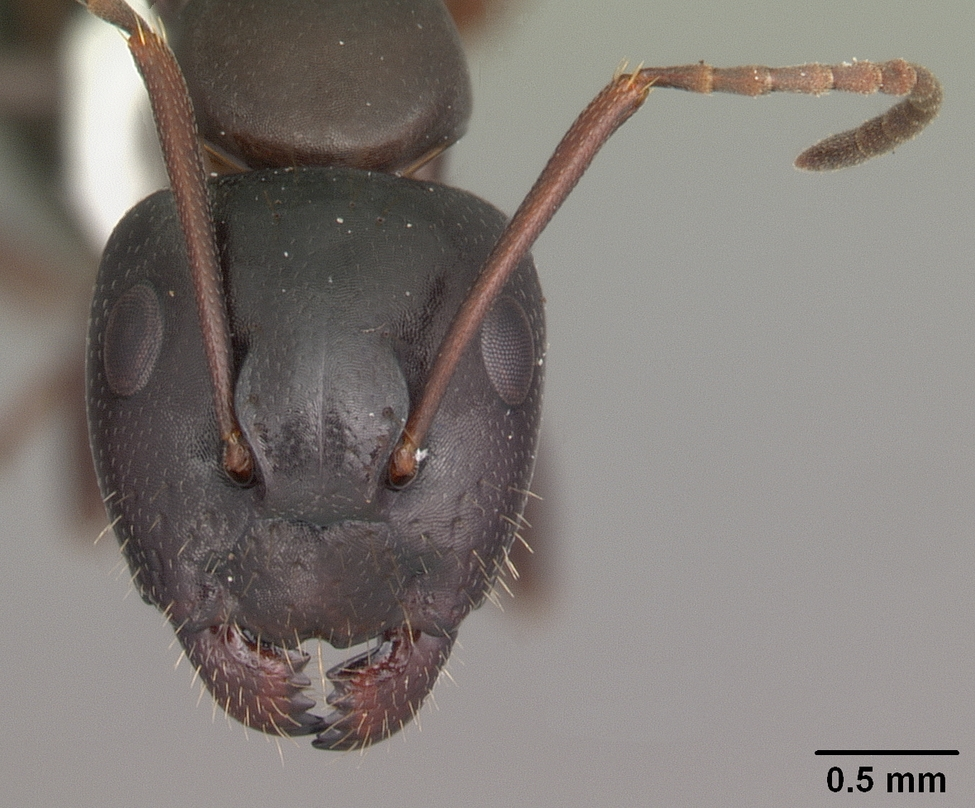
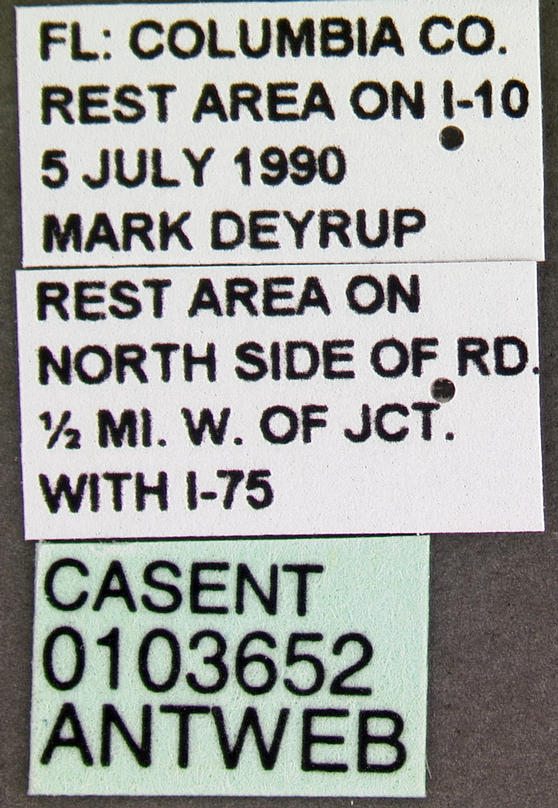
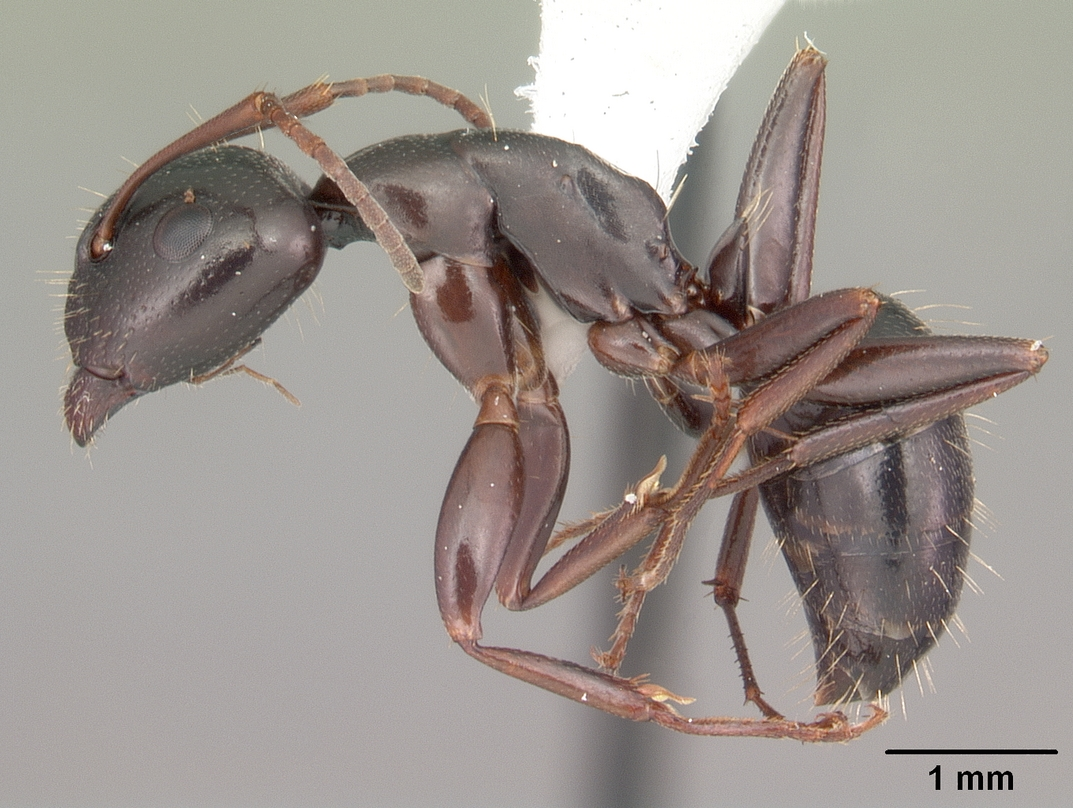